# Alexandre Moreau de Jonnès

Il commercio nel XIX secolo, 1826 (Fondazione Mansutti, Milano).

Alexandre Moreau de Jonnès (Rennes, 19 marzo 1778 – Parigi, 28 marzo 1870) è stato un militare francese.

## Biografia
Ad appena tredici anni fu assegnato al servizio di Luigi XVI durante la prigionia alle Tuileries. Da adulto partecipò alla guerra civile, per poi arruolarsi in Marina come ufficiale di Stato maggiore. Con questo ruolo viaggiò nelle Antille, dove fu imprigionato dai britannici nella Martinica. La Restaurazione gli permise di uscire dal carcere nel 1814, così da tornare a Parigi e dedicarsi allo studio della statistica e degli scambi commerciali, in particolare sulla diffusione del colera in Medio Oriente. Su incarico del Ministero del Commercio francese si occupò di calcoli statistici. Nel 1825 pubblicò il volume Le commerce au dix-neuvième siècle, in cui sono analizzate le conseguenze dello sviluppo commerciale nell'agricoltura e nell'industria. L'anno successivo apparve l'edizione in italiano. Un esemplare dell'edizione italiana è conservato presso la Fondazione Mansutti di Milano.